# 狭叶黑三棱
狭叶黑三棱（学名：Sparganium stenophyllum）为黑三棱科黑三棱属下的一个种。

## 扩展阅读
- 維基物種上的相關：狭叶黑三棱